# 6 Samodzielna Brygada Kawalerii
6 Samodzielna Brygada Kawalerii (6 SBK) – wielka jednostka kawalerii Wojska Polskiego II RP.
Powstała w 1924 w wyniku pokojowej reorganizacji wielkich jednostek jazdy na bazie VI Brygady Jazdy. W tym okresie zmieniono również terminologię. Słowo „jazda” zamieniono na „kawaleria”. Brygada podlegała bezpośrednio pod DOK VI Lwów. 1 kwietnia 1937 brygada przemianowana została na Podolską Brygadę Kawalerii.

## Organizacja pokojowa 6 SBK
- dowództwo 6 Samodzielnej Brygady Kawalerii w Stanisławowie
- 6 pułk Ułanów Kaniowskich w Stanisławowie
- 9 pułk Ułanów Małopolskich im. ppłk. Józefa Dunin-Borkowskiego w Trembowli
- 22 pułk Ułanów Podkarpackich w Brodach
- 6 dywizjon artylerii konnej w Stanisławowie
- 6 szwadron pionierów w Stanisławowie

## Dowódcy brygady
- płk kaw. Konstanty Plisowski (1924 - XII 1927)
- płk dypl. kaw. Jerzy Grobicki (p.o. 1928 - I 1930)
- płk dypl. kaw. / gen. bryg. Juliusz Kleeberg (III 1930 - VIII 1939)